# Terenci Moix

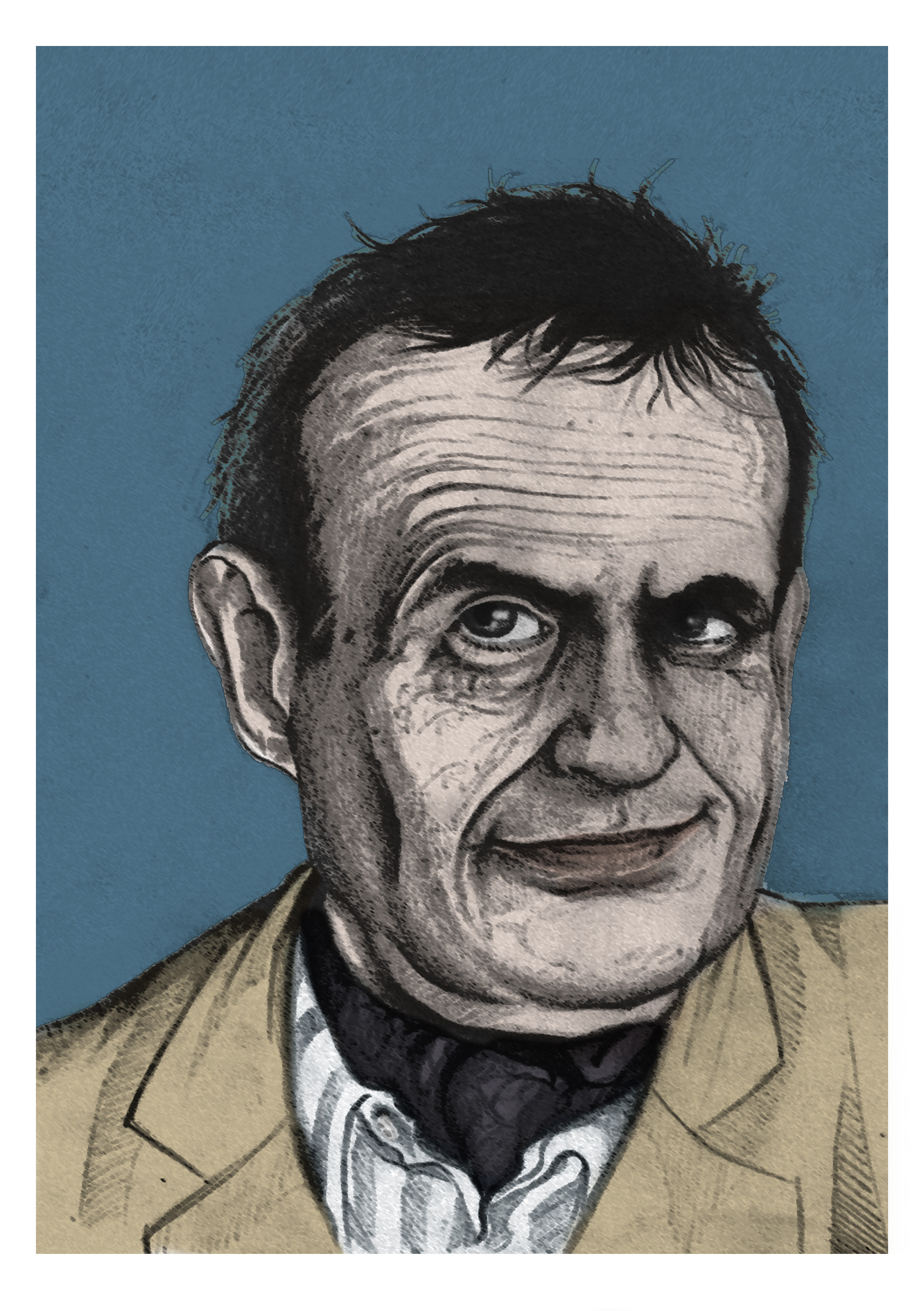

Terenci Moix, pseudoniem van Ramón Moix i Messeguer (Barcelona, 5 januari 1942 - Barcelona, 2 april 2003), was een vaak bekroonde Spaans-Catalaanse schrijver en journalist, die zowel in het Catalaans als in het Spaans publiceerde.

## Biografie
Terenci Moix groeide op in Barcelona ten tijde van de dictatuur van generaal Franco. In 1962 trok hij naar Parijs, wat zijn leven een andere wending gaf. Na terugkeer in Spanje schreef hij artikelen voor het tijdschrift Nuevos Fotogramas en publiceerde hij zijn eerste Spaanstalige roman, Besaré tu cadáver, gevolgd door El desorden (1965). Vanaf die tijd begon hij ook in het Catalaans te schrijven. In 1967 kreeg hij de Premio Víctor Català voor zijn boek La torre de los vicios capitales. Een jaar later werd hij met de Premi Josep Plá onderscheiden voor Onades sobre una roca deserta.
Moix brak bij het grote publiek door met El día en que murió Marilyn (1970), een familiekroniek die de geschiedenis van zijn geboortestad weerspiegelde. Hij kreeg hiervoor de Serra d'Or, evenals voor zijn boek Siro o la increada conciencia de la raza (1972). Moix had veel succes met omvangrijke historische romans, zoals met No digas que fue un sueño (1986), waarvoor hij werd onderscheiden met de Premio Planeta. Voor zijn in het Barcelona van de jaren zestig spelende El sexo de los ángeles (1992) werd hem de Premi Ramon Llull verleend. In 1996 werd zijn boek El amargo don de la belleza bekroond met de Premio Fernando Lara. De laatste prijs die hij kreeg was de Premio Fundación José Manuel Lara voor El arpista ciego in 2003.
Moix, die ook reisverhalen, essays en televisiescenario's schreef, werkte tijdens zijn schrijverscarrière tevens als journalist, onder meer bij El País. Hij overleed op 3 april 2003 op 61-jarige leeftijd te Barcelona.

## Werk (selectie)
- 1965: Besaré tu cadáver
- 1965: El desorden
- 1968: La torre dels vicis capitals
- 1969: Onades sobre una roca deserta
- 1970: El dia que va morir Marilyn
- 1971: Món mascle
- 1972: Siro o la increada consciència de la raça
- 1976: La caiguda de l'imperi sodomita i altres históries herétiques
- 1976: Sadístic, esperpèntic i àdhuc metafísic
- 1978: Lilí Barcelona i altres travestís : tots els contes
- 1979: Tots els contes
- 1983: Nuestra Virgen de los mártires
- 1984: Amami, Alfredo! Polvo de estrellas

- 1986: No digas que fue un sueño
- 1988: El sueño de Alejandría
- 1991: Garras de astracán
- 1991: La herida de la esfinge
- 1992: El sexe dels àngels
- 1993: Suspiros de España
- 1994: Venus Bonaparte
- 1995: Mujercísimas
- 1995: Màrius Byron
- 1996: El amargo don de la belleza
- 1999: Chulas y famosas
- 1999: El demonio
- 2002: El arpista ciego